# Château de Vittskövle
Le château de Vittskövle (en suédois : Vittskövle slott, parfois graphié Widtsköfle slott) est un château suédois, situé dans la commune de Kristianstad — à vingt kilomètres au sud du chef-lieu — dans la province historique de Scanie.

## Histoire
Le château est l’un des châteaux d’architecture Renaissance les mieux préservés du Nord de l’Europe et l'un des plus grands de Suède.
Il a été construit dans un but défensif par Jens Axelsen Brahe, au cours des années 1550. Bâti selon un plan carré, avec deux tours d’angle rondes opposées, il possède trois niveaux et se trouve entouré de douves. Des jardins ont été aménagés au XVIIIe siècle. Le château a été rénové au XIXe siècle : l’intérieur actuel date de cette époque.
Il entre par le mariage de Marguerite Brahe avec Christian Barnekow en 1577 dans la famille Barnekow.
Le château passe dans la famille Hagerman lorsque le banquier suédois Jonas-Philip Hagerman le rachète au XIXe siècle. L'un de ses ancêtres y avait été maître des écuries au XVIIIe siècle. Il le revend une dizaine d'années plus tard à son frère Gustav.
Marie Hagerman épouse le maréchal de la Cour Rudolf-Hodder Stjernswärd, et le château restera par la suite dans la lignée Stjernswärd. Le propriétaire actuel est un descendant de Gustav Hagerman, Carl-Georg Stjernswärd.  Il est aujourd’hui propriété de la famille Stjernswärd à usage de résidence et ne se visite pas.

## Illustrations

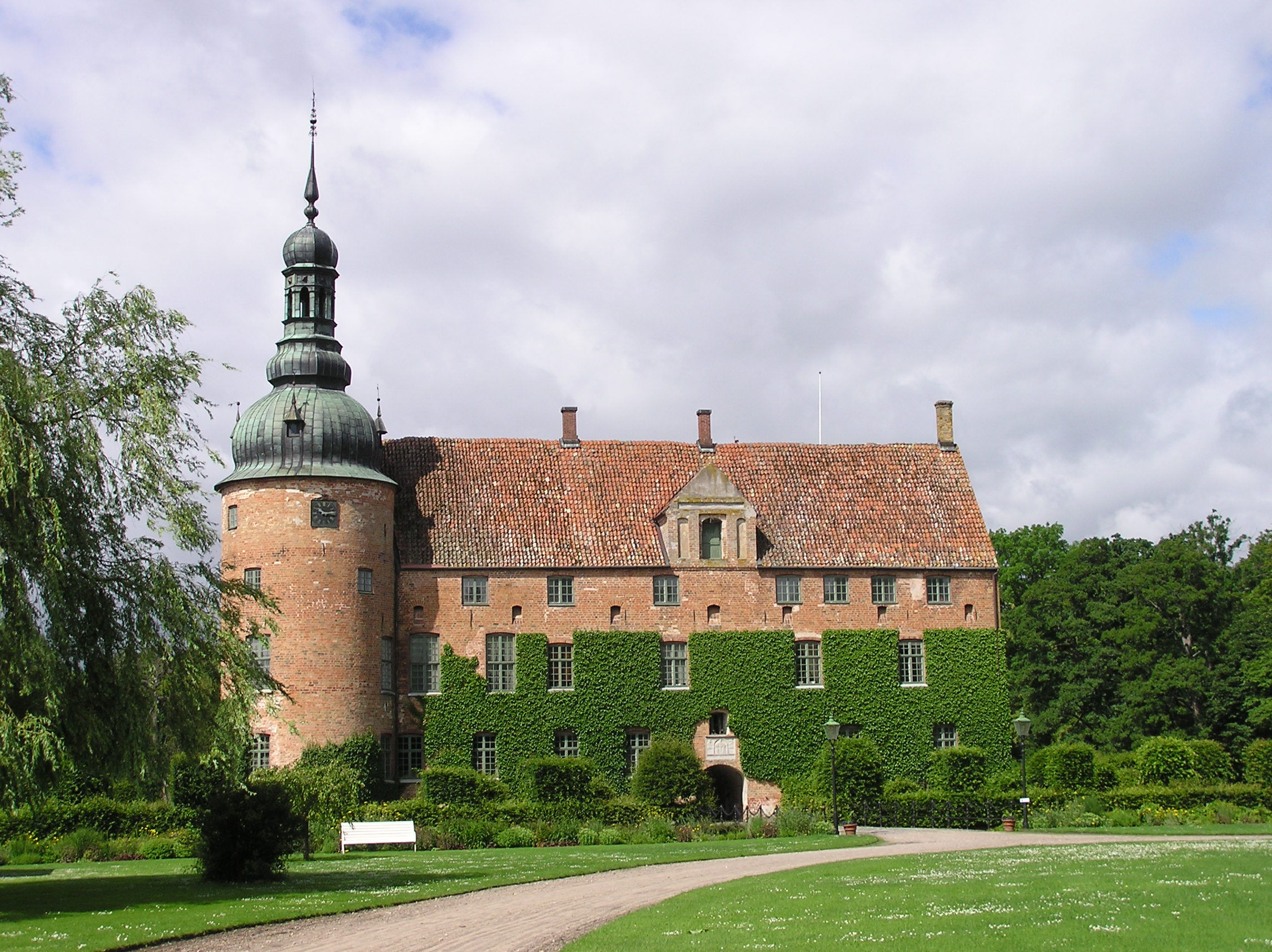
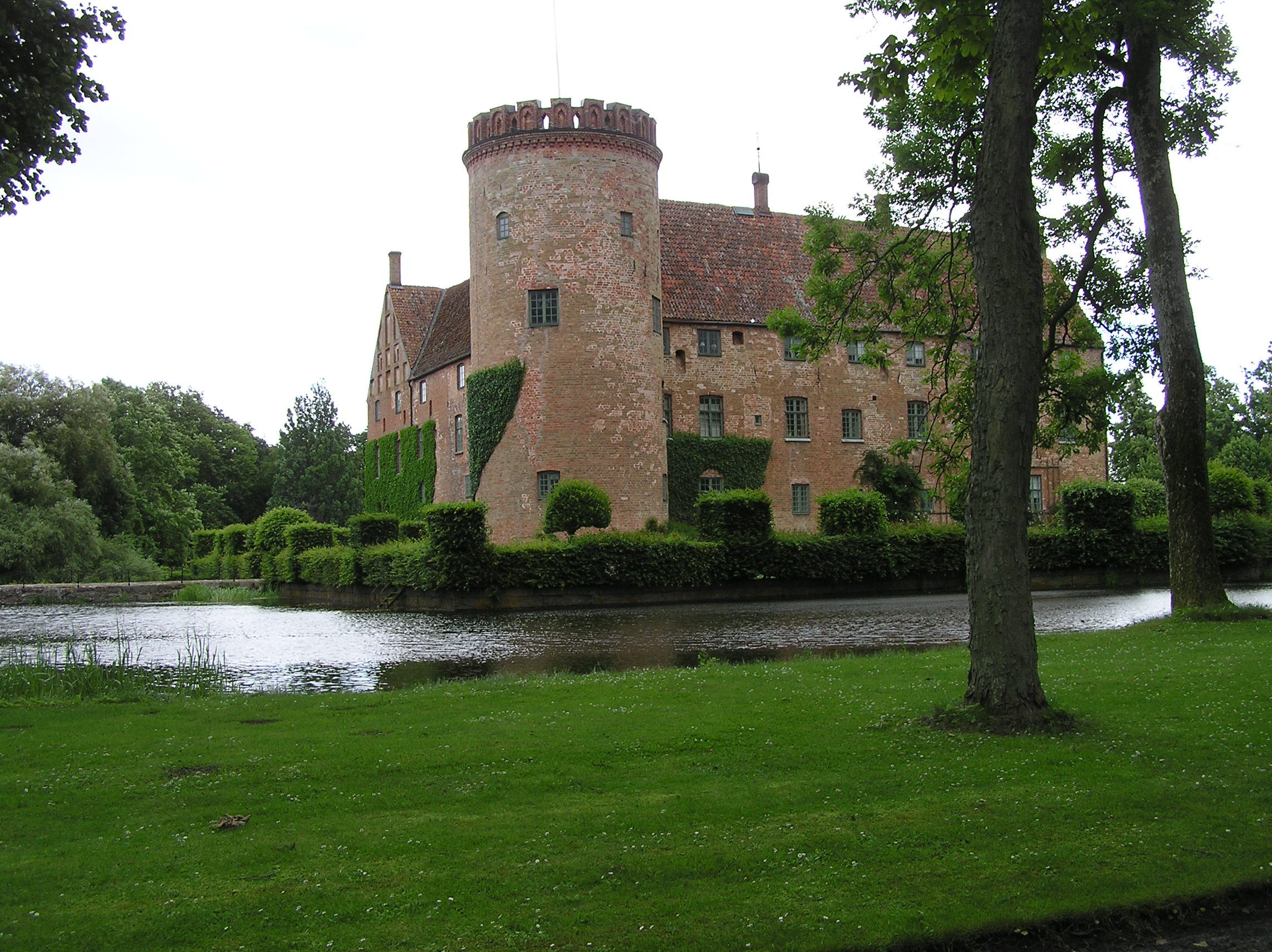
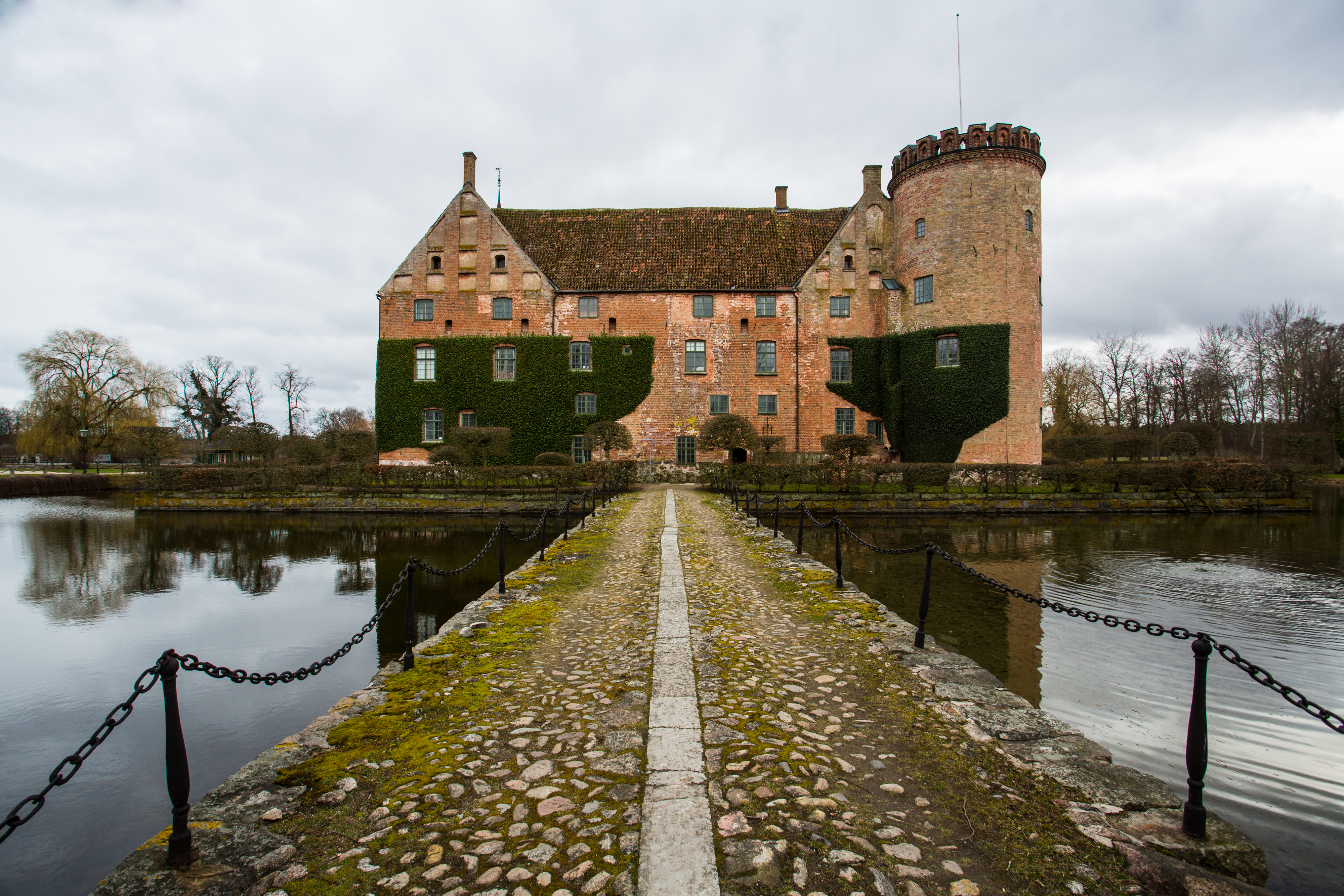

## Informations externes
- Le château a été décrit par l’auteure suédoise Selma Lagerlöf au troisième chapitre de son roman en deux tomes Le Merveilleux Voyage de Nils Holgersson à travers la Suède (Nils Holgerssons underbara resa genom Sverige), paru en 1906–1907.

- (de) Cet article est partiellement ou en totalité issu de l’article de Wikipédia en allemand intitulé « Schloss Vittskövle » (voir la liste des auteurs).